# Clase Linois
La clase Linois estaba compuesta por tres cruceros protegidos de la Armada francesa construidos a principios de la década de 1890; los tres barcos eran Linois, Galilée y Lavoisier. Fueron ordenados como parte de un programa de construcción naval dirigido a los rivales de Francia: Italia y Alemania, particularmente después de que Italia logró avances en la modernización de su propia flota. El plan también tenía como objetivo remediar una deficiencia en los cruceros que se había revelado durante los ejercicios de entrenamiento en la década de 1880. Como tal, los cruceros de clase Linois estaban destinados a operar como flotas de exploración y en el imperio colonial francés. Los barcos estaban armados con una batería principal de cuatro cañones de 138,6 mm (5,46 pulgadas) apoyados por dos cañones de 100 mm (3,9 pulgadas) y tenían una velocidad máxima de 20,5 nudos (38,0 km/h; 23,6 mph).

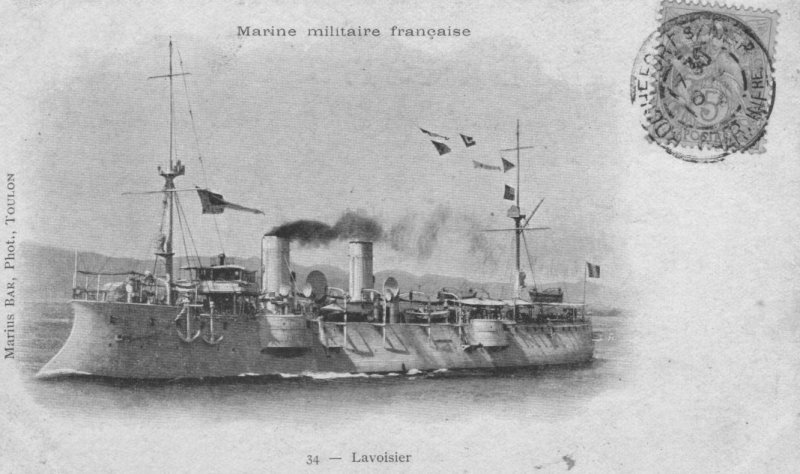
Postal del Lavoisier.

Los tres miembros de la clase sirvieron en el Escuadrón del Mediterráneo al entrar en servicio a mediados o finales de la década de 1890. Durante este período, se ocuparon principalmente de maniobras de entrenamiento en tiempos de paz. Lavoisier fue transferida a la División Naval de Terranova e Islandia en 1903, donde patrulló las pesquerías durante la siguiente década. Después de carreras sin incidentes, Linois y Galilée fueron dados de baja en 1910 y 1911, respectivamente, después de haber pasado menos de quince años en servicio. Lavoisier era el único miembro de la clase que todavía estaba en servicio al comienzo de la Primera Guerra Mundial en agosto de 1914, y fue utilizada para patrullar buques de guerra y submarinos alemanes en varios teatros secundarios, poniendo fin a la guerra en la División Naval Siria, donde permaneció. hasta el final de la guerra. Finalmente fue eliminado del registro naval en 1920 y posteriormente desguazado.

## Unidades

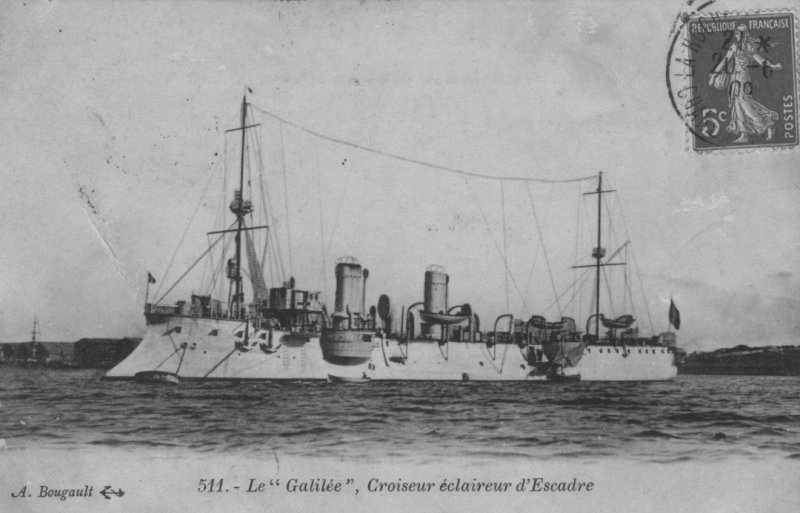
Postal del Galilée

| Nombre    | Iniciado       | Botado              | Terminado          | Astillero                                                                     | Notas                |
| --------- | -------------- | ------------------- | ------------------ | ----------------------------------------------------------------------------- | -------------------- |
| Lionis    | agosto de 1892 | 30 de enero de 1894 | 1895               | Société Nouvelle des Forges et Chantiers de la Méditerranée, La Seyne-sur-Mer | Dado de baja en 1910 |
| Galilée   | 1893           | 28 de abril de 1896 | septiembre de 1897 | Arsenal de Rochefort, Rochefort                                               | Dado de baja en 1911 |
| Lavoisier | January 1895   | abril de 1897       | abril de 1898      | Arsenal de Rochefort, Rochefort                                               | Dado de baja en 1920 |